# 열대폭풍 알마 (2008년)
열대폭풍 알마(Tropical Storm Alma, 번호 EP012008)는 2008년에 동태평양에서 처음으로 발생한 허리케인으로 코스타리카와 니카라과의 연안에서 발생하였다.

## 열대폭풍의 진행

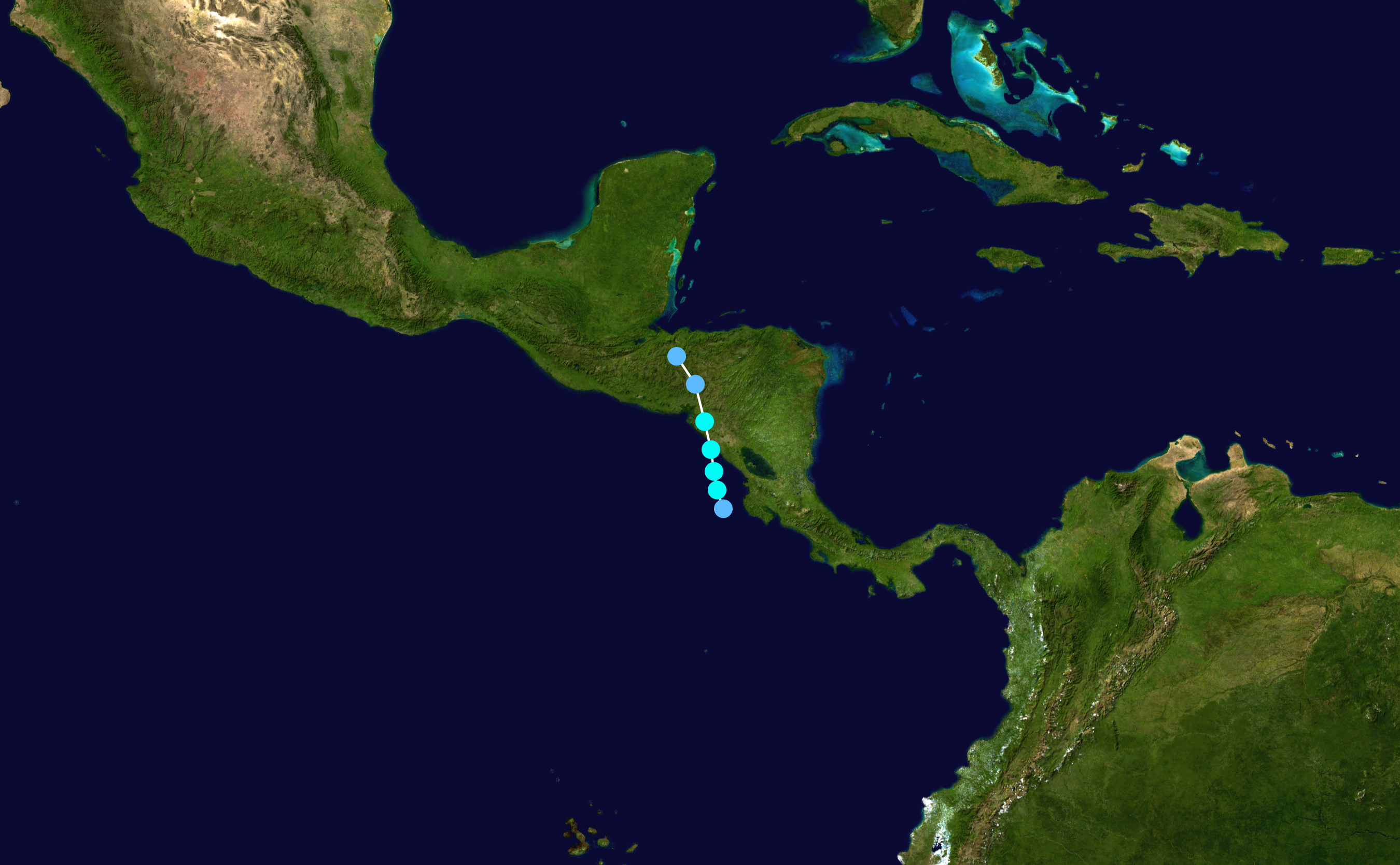
열대폭풍의 이동 경로

2008년 5월 말에 각 국가의 허리케인을 예보하는 슈퍼 컴퓨터들은 중앙 아메리카에서 남서쪽 부근에서 저기압이 발생할 것이라고 예보하였다. 얼마 지나지 않아 전의 예보처럼 5월 26일에 코스타리카 서쪽 해상에서 열대폭풍 알마의 발생 원인이 된 저기압이 발생하였다. 그리고 5월 29일 오전 3시(UTC)에 그 저기압이 열대폭풍 알마의 시초가 된 열대저압부 "One-E"로 발달하였다. 열대저압부는 계속 북진하면서 빠르게 발달하였고, 같은날 오후 3시에 열대폭풍 "알마"로 발달하였다고 미국 국립 허리케인 센터이 발표하였다. 그 후 알마가 급격히 발달하여 최대 풍속이 55kt에 도달하였고, 점점 눈이 생겨났다. 같은 날 오후 7시 45분에는 니카라과의 도시 레온에 상륙하였다. 육지에 진입한 알마는 빠른 속도로 온두라스의 수도 테구시갈파로 접근하였고, 그때 열대저기압으로 약화되었다. 그리고 5월 30일 오후 3시에 온두라스와 과테말라의 국경 지역에서 소멸하였다.
열대폭풍 알마가 약화된 저기압은 5월 31일 온두라스 만에서 발생한 열대폭풍 아서의 발생에 영향을 주었다.

## 시간별 허리케인 정보
| 형태       | 날짜 및 시간 (UTC) | 위도 (°N) | 경도 (°W) | 바람 (kt) | 기압 (hPa) | ACE    |
| ---------- | ------------------ | --------- | --------- | --------- | ---------- | ------ |
| 열대저기압 | 5월 29일 0시       | 10.1      | 86.5      | 30        | 1003       | 0.0000 |
| 열대폭풍   | 5월 29일 6시       | 10.7      | 86.7      | 35        | 1002       | 0.1225 |
| 열대폭풍   | 5월 29일 12시      | 11.3      | 86.8      | 45        | 1000       | 0.2025 |
| 열대폭풍   | 5월 29일 18시      | 12.0      | 86.9      | 55        | 994        | 0.3025 |
| 열대폭풍   | 5월 30일 0시       | 12.9      | 87.1      | 45        | 998        | 0.2025 |
| 열대저기압 | 5월 30일 6시       | 14.1      | 87.4      | 30        | 1004       | 0.0000 |
| 열대저기압 | 5월 30일 12시      | 15.0      | 88.0      | 25        | 1006       | 0.0000 |
| 소멸       | 5월 30일 18시      |           |           |           |            |        |

## 피해
|               | 나라/주  | 사망자 수 |
| ------------- | -------- | --------- |
| 중앙 아메리카 | 온두라스 | 1명       |
| 동태평양      |          | 1명       |
| 중앙 아메리카 | 니카라과 | 2명*      |
| 동태평양      | 비행기   | 3명*      |
| 중앙 아메리카 |          | 2명*      |
| 총            |          | 9명       |

열대폭풍 알마로 발생한 사망자 수는 9명으로 공식 발표되었다.

## 기록
- 동태평양에서 발생한 열대저기압 중 제일 동쪽인 서경 86.5도에서 발생하였다.
- 관측 사상 처음으로 중앙 아메리카 서쪽 해안가에 상륙하였다.